# Canente
Canente (Canens), nas mitologias grega e romana, foi uma personificação da música. Era uma ninfa do Lácio.
Seu marido, o rei Pico, fora transformado num pica-pau por Circe quando este rejeitou seu assédio. Canente procurou por ele durante seis dias, quando então tirou a própria vida atirando-se nas águas do rio Tibre. Antes de morrer, entretanto, cantara sua canção final. Teve, segundo seu mito, um filho, que foi Fauno.